# Mutant Enemy Productions
Mutant Enemy Productions — продюсерская компания, которая была основана в 1996 году Джоссом Уидоном, чтобы спродюсировать сериал «Баффи — истребительница вампиров». Компания также спродюсирвала спин-офф «Баффи», «Ангел», а также два недолговременных научно-фантастических сериала, космический вестерн «Светлячок» и «Кукольный дом», спродюсированных 20th Century Fox Television. Mutant Enemy также спродюсировало интернет-сериал «Музыкальный блог Доктора Ужасного» и фильм «Хижина в лесу». В настоящее время, Mutant Enemy продюсирует супергеройский сериал «Агенты „Щ.И.Т.“», наряду с ABC Studios и Marvel Television.
Её офисы были на участках 20th Century Fox в Лос-Анджелесе, где раньше находилась Ten Thirteen Productions Криса Картера. По данным номера британского журнала «The Word» марта 2006 года, офисы были закрыты через некоторое время после того, как был отменён «Ангел».

## Продукция
В следующей таблице перечислены работы Mutant Enemy.
| Название                          | Ориг. название                 | Формат     | Год       |
| --------------------------------- | ------------------------------ | ---------- | --------- |
| Баффи — истребительница вампиров  | Buffy the Vampire Slayer       | Телесериал | 1997—2003 |
| Ангел                             | Angel                          | Телесериал | 1999—2004 |
| Светлячок                         | Firefly                        | Телесериал | 2002      |
| Музыкальный блог Доктора Ужасного | Dr. Horrible’s Sing-Along Blog | Веб-сериал | 2008      |
| Кукольный дом                     | Dollhouse                      | Телесериал | 2009—2010 |
| Хижина в лесу                     | The Cabin in the Woods         | Фильм      | 2012      |
| Агенты «Щ.И.Т.»                   | The Agents of S.H.I.E.L.D.     | Телесериал | 2013—2020 |

## Название и логотип
Название «Mutant Enemy» взято из песни «And You and I» ансамбля прогрессивного рока Yes, преданным фанатом которой является Уидон: «There’ll be no mutant enemy/we shall certify/political ends/our sad remains will die.» (В дополнительных материалах «Баффи» DVD Уидон также говорит в интервью, что он назвал свою машинку «mutant enemy»). Послетитровым логотипом и персонажем-талисманом компании является преднамеренно плохо анимированная мультяшная фигурка монстра-вампира, идущая по экрану справа налево и говорящая: «Grr. Argh.» Он был нарисован и озвучен самим Уидоном. В некоторых эпизодах «Баффи», анимация была изменена:
- «Becoming, Part Two»: Он говорит «Oooh, I need a hug».
- «Amends»: Он носит шляпу Санты.
- «Graduation Day, Part Two»: Он носит шапочку выпускника.
- «Once More, with Feeling»: Он поёт строку фальцетом.
- «Storyteller»: Монстр (с голосом члена актёрского состава Адама Буша) поёт строку из эпизода, «We are as Gods».
- «Chosen»: Он поворачивается и смотрит на зрителя.

## Члены
Сотрудники Mutant Enemy, все из которых были указаны как сценаристы и/или продюсеры хотя бы в одном из вышеперечисленных шоу, в алфавитном порядке.
- Джеффри Белл
- Дрю Годдард
- Дрю З. Гринберг
- Дэвид Гринуолт
- Стивен С. ДеНайт
- Ребекка Ренд Киршнер
- Элизабет Крафт
- Тим Майнир
- Марти Ноксон
- Даг Петри
- Мер Смит
- Морисса Танчароен
- Джед Уидон
- Джосс Уидон
- Зак Уидон
- Трейси Форбс
- Дэвид Фьюри
- Сара Фэйн
- Бен Эдлунд
- Джейн Эспенсон